# الانتخابات البرلمانية المصرية 1950
أجريت الانتخابات البرلمانية في مصر في 3 يناير 1950 ، مع جولة ثانية في 10 يناير. تكون البرلمان من 319 مقعداً ، ذهب 225 إلى حزب الوفد ، و 28 للحزب السعدى ، و 26 لحزب الأحرار الدستوريين ، و 40 إلى الأحزاب الصغيرة والمستقلين.

## النتائج
| الحزب                      | الأصوات | % | المقاعد | +/–  |
| -------------------------- | ------- | - | ------- | ---- |
| حزب الوفد                  |         |   | 225     | +196 |
| الحزب السعدى               |         |   | 28      | –97  |
| حزب الأحرار الدستوريين     |         |   | 26      | –48  |
| الحزب الوطني المصري        |         |   | 6       | –1   |
| الحزب الديمقراطى الاشتراكي |         |   | 1       | جديد |
| مُستقلون                    |         |   | 33      | +4   |
| أصوات خاطئة/مُبطلة          |         | – | –       | –    |
| العدد الكُلى                |         |   | 319     | +55  |
| المصدر: Nohlen et al.      |         |   |         |      |